# Karl Lappe

Karl Lappe

Karl Gottlieb Lappe (* 24. April 1773 in Wusterhusen; † 28. Oktober 1843 in Stralsund) war ein pommerscher Dichter. Er war Mitbegründer der literarischen Wochenzeitschrift Sundine.

## Leben
Karl Lappe war der jüngste Sohn des Pfarrers von Wusterhusen (gelegen zwischen Wolgast und Greifswald). Nach dem frühen Tod seines Vaters besuchte er ab 1780 die Stadtschule in Wolgast, deren Rektor Ludwig Gotthard Kosegarten war. Ab 1790 studierte er an der Universität in Greifswald Theologie, Philosophie und Philologie. Hier lernte er auch Ernst Moritz Arndt kennen, mit dem ihn eine langjährige Freundschaft verband.
Nach Abschluss des Studiums war er als Hauslehrer tätig, zuletzt bei Kosegarten selbst in Altenkirchen (Rügen). 1801 wechselte er an das Stralsunder Gymnasium. Für seine Schüler gab er ein Poetisches Magazin heraus. Einige seiner Werke befassen sich mit den Ereignissen des Jahres 1813; er wurde als „vaterländischer Freiheitssänger“ verehrt.
1817 musste er den Lehrerberuf nach einer schweren Erkrankung aufgeben. Er ließ sich in Pütte nieder und widmete sich fortan der Schriftstellerei und der Erziehung seiner Kinder, die er mit seiner 1801 geehelichten Frau Ulrica, geb. Schindler (* 6. Dezember 1780 in Gustow; † 3. Februar 1851 in Greifswald), hatte. Von dieser für ihn sehr glücklichen Zeit zeugen zahlreiche Gedichte. Am 10. März 1824 fiel sein Haus mitsamt seiner Bibliothek und den bis dahin im Selbstverlag erschienenen Schriften einer Brandstiftung zum Opfer. Dank der immensen Hilfsbereitschaft von Menschen, die ihn als Heimatdichter schätzten, konnte er ein neues Haus errichten. Nachdem seine beiden Söhne und seine Töchter selbständig geworden waren, verkaufte er im Herbst 1842 das Haus in Pütte und zog nach Stralsund.
Neben Liebesgedichten verfasste Lappe vor allem Gedichte auf seine Heimat Vorpommern. Er bereiste dazu nahezu jeden Flecken des Landes. Häufigstes Thema seiner lyrischen Werke war die Insel Rügen. In seinen Gedichten rühmte er die Schönheit der See, des Landes und seiner Bewohner. Zudem beschrieb er das Leben einiger seiner Landsleute. Zusammen mit Friedrich Joachim Philipp von Suckow gründete er 1827 in Stralsund die literarische Wochenzeitschrift Sundine.
1843 starb Karl Lappe in Stralsund. Er wurde auf dem Frankenfriedhof begraben. Auf seinem von der Freimaurerloge „Sundia zur Wahrheit“ gepflegten Grab wurden Zeilen eines von ihm verfassten Gedichtes eingeprägt: „Schlaf oder Tod, hell strahlt das Morgenroth“. Das Grab ist 1960 beseitigt worden.
Der Karl-Lappe-Verein pflegt in Wusterhusen das Erbe des Dichters. Im dortigen Pfarrhaus gibt es eine ständige Ausstellung zu Leben und Werk Karl Lappes.

## Werke
- Gedichte (Düsseldorf 1801)
- Glaube, Hoffnung, Liebe, Freude. Zu einem Kranze für das Leben gewunden (Leipzig 1810)
- Kampfgedichte aus dem Feldzuge von 1813 (Stralsund 1814)
- Mitgabe nach Rügen, dem Reisenden zur Begleitung und Erinnerung (Stralsund 1818)
- Pommer-Buch oder Vaterländisches Lesebuch für die Provinz Pommern (Stralsund 1820)
- Froschmäuseler
- Klimms und Gullivers wunderbare Reisen
- Die Insel Felsenburg oder Das Land der Diamanten. Ein Inbegriff aller Robinsonaden und Seefahrergeschichten (Pest 1820)
- Kellgren’s prosaische Schriften aus dem Schwedischen
- Blätter (3 Bände, Stralsund/Berlin 1824–1829)
- Sämmtliche poetische Werke (5 Bände, Rostock 1836)
- Blüthen des Alters (Stralsund 1841)
- Karl Gottlieb Lappe, Stadt oder Land. Nur nicht zu eng die Räume. Gedichte. Hg. von Horst Langer. Greifswald 2012.

### Herausgeber
- Gustaf Sjöborg’s Schwedische Sprachlehre für Deutsche. online – Internet Archive. Löffler, Stralsund 1829

### Übersetzer
- Adam Afzelius (Hrsg.): Linné’s eigenhändige Anzeichnungen über sich selbst. online – Internet Archive. Reimer, Berlin 1826

## Vertonungen
- „So oder so“, vertont von Ludwig van Beethoven (WoO 148) und Robert Schumann (op. 59 Nr. 1)
- Im Abendrot, vertont von Franz Schubert (D 799)
- Der Einsame, vertont von Franz Schubert (D 800)
- „Flucht“, vertont von Franz Schubert (D 825 Nr. 3)

## Ehrung
Zur Erinnerung an den berühmten Dichter existiert seit 1997 die Route der Norddeutschen Romantik. Der 54 km lange Lehrpfad verbindet von Greifswald bis nach Wolgast insgesamt zehn Lebens- und Motivstationen frühromantischer Maler und Dichter der Region. 